# *-pierścień
*-pierścień – pierścień (łączny) {\displaystyle A} z dodatkowym działaniem jednoargumentowym (nazywanym inwolucją), oznaczanym symbolem *, spełniającym dla wszystkich elementów {\displaystyle x} i {\displaystyle y} pierścienia warunki
1. {\displaystyle (x+y)^{*}=x^{*}+y^{*}}
2. {\displaystyle (xy)^{*}=y^{*}x^{*}}
3. {\displaystyle (x^{*})^{*}=x}

## *-algebra
*-pierścień, który jest algebrą nad innym *-pierścieniem nazywa się *-algebrą.
Np. *-pierścień nad ciałem liczb zespolonych ze sprzężeniem zespolonym jako inwolucją.

## *-homomorfizm
Jeżeli {\displaystyle A} i {\displaystyle B} są *-algebrami to homomorfizm algebr {\displaystyle h\colon A\to B} nazywa się *-homomorfizmem, gdy
{\displaystyle h(a^{*})=(h(a))^{*}}
dla wszystkich elementów {\displaystyle a} algebry {\displaystyle A.}

## Element samosprzężony
Element {\displaystyle a} pierścienia {\displaystyle A} nazywa się samosprzężonym, gdy {\displaystyle a^{*}=a.}

## Przykłady
- Naturalnym przykładem *-pierścienia (i trywialnie *-algebry jako algebry nad samym sobą) jest ciało liczb zespolonych ze sprzężeniem jako inwolucją.
- Algebra macierzy kwadratowych stopnia n nad ciałem liczb zespolonych z inwolucją będącą sprzężeniem hermitowskim macierzy jest *-algebrą.
- Ogólniej, dla danej przestrzeni Hilberta {\displaystyle H,} algebra wszystkich ograniczonych operatorów liniowych na {\displaystyle H} z inwolucją będącą przyporządkowaniem operatora sprzężonego, jest *-algebrą.
- Iloczyn tensorowy {\displaystyle A\otimes B} utworzony z *-algebr {\displaystyle A} oraz {\displaystyle B} jest *-algebrą i dla {\displaystyle a\in A} oraz {\displaystyle b\in B} zachodzi warunek

{\displaystyle (a\otimes b)^{*}=a^{*}\otimes b^{*}.}